# Shihoro
Shihoro (士幌町, Shihoro-chō) est un bourg du district de Katō, situé dans la sous-préfecture de Tokachi, sur l'île de Hokkaidō, au Japon.

## Géographie

### Démographie
Au 30 septembre 2015, la population de Shihoro s'élevait à 6 344 habitants répartis sur une superficie de 259,19 km2.